# 王立中央アフリカ博物館

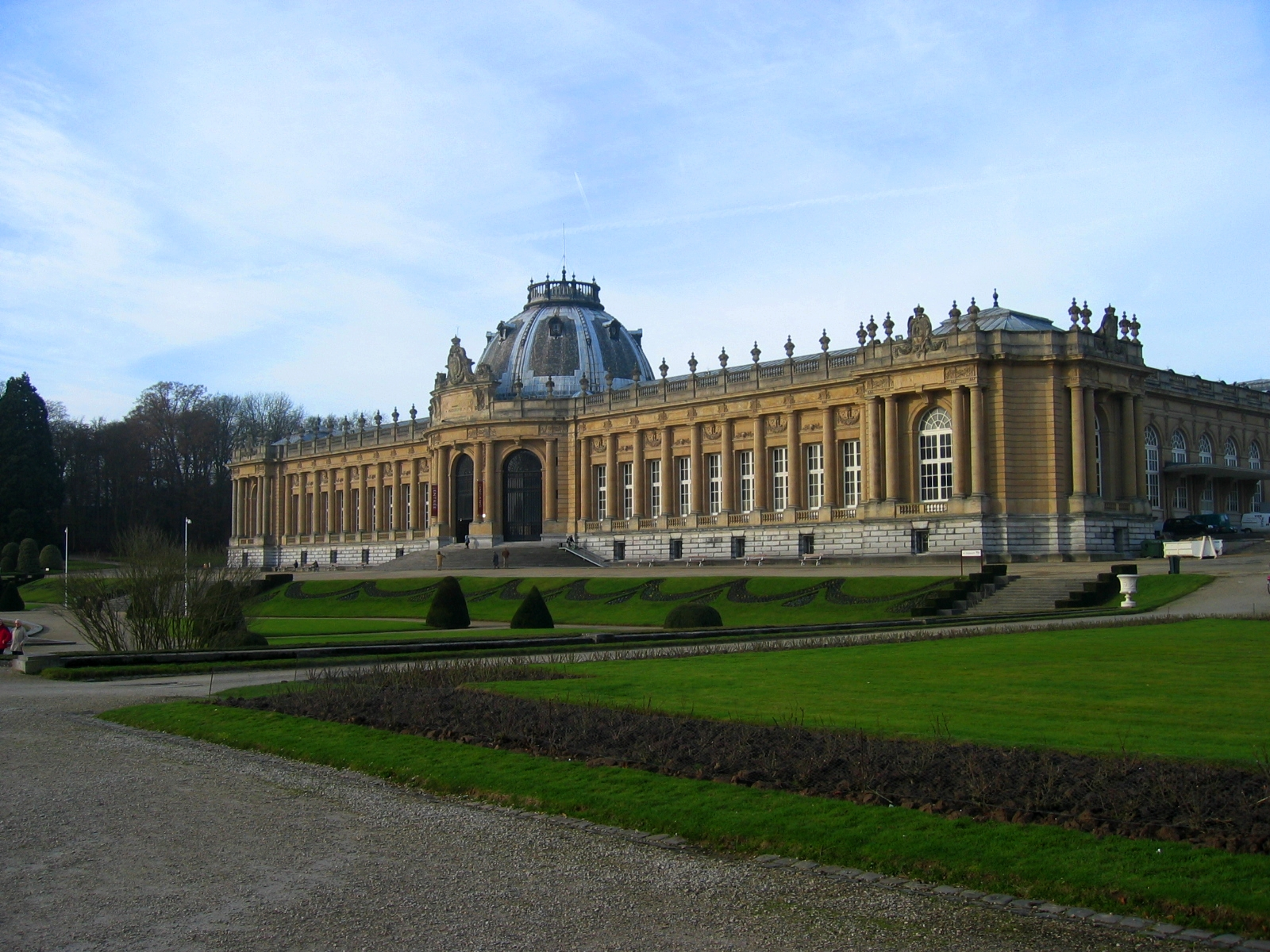
庭園からの景色

王立中央アフリカ博物館（おうりつちゅうおうアフリカはくぶつかん、オランダ語: Koninklijk Museum voor Midden-Afrika、フランス語：Musée royal de l'Afrique centrale）は、ベルギーのフラームス＝ブラバント州テルフューレンに位置する自然史博物館。

## 概要
- 展示内容：ベルギー元植民地コンゴ、コンゴ川流域、中央アフリカ、東アフリカ、西アフリカ。
- ベルギーと元植民地であるコンゴとの関係性がヨーロッパ中心主義的視点により表れていると評価される。

## 歴史
- 1884 - 1885年、ベルリン会議でコンゴ自由国が認可
- 1897年、ブリュッセル世界万博を開催する際、レオポルド2世は王領地テルフューレンを植民地、コンゴ自由国の展示に使用。
  - Palace of the Colonies（建築家：Georges Hobé、アール・ヌーヴォー様式）を建設
  - 展示物：民族具、剥製動物、カカオなどの生産品
  - 庭園には60名が居住するアフリカの住居の複製を建築
  - トラム（44 tram line、ブリュッセル - テルフューレン）を建設

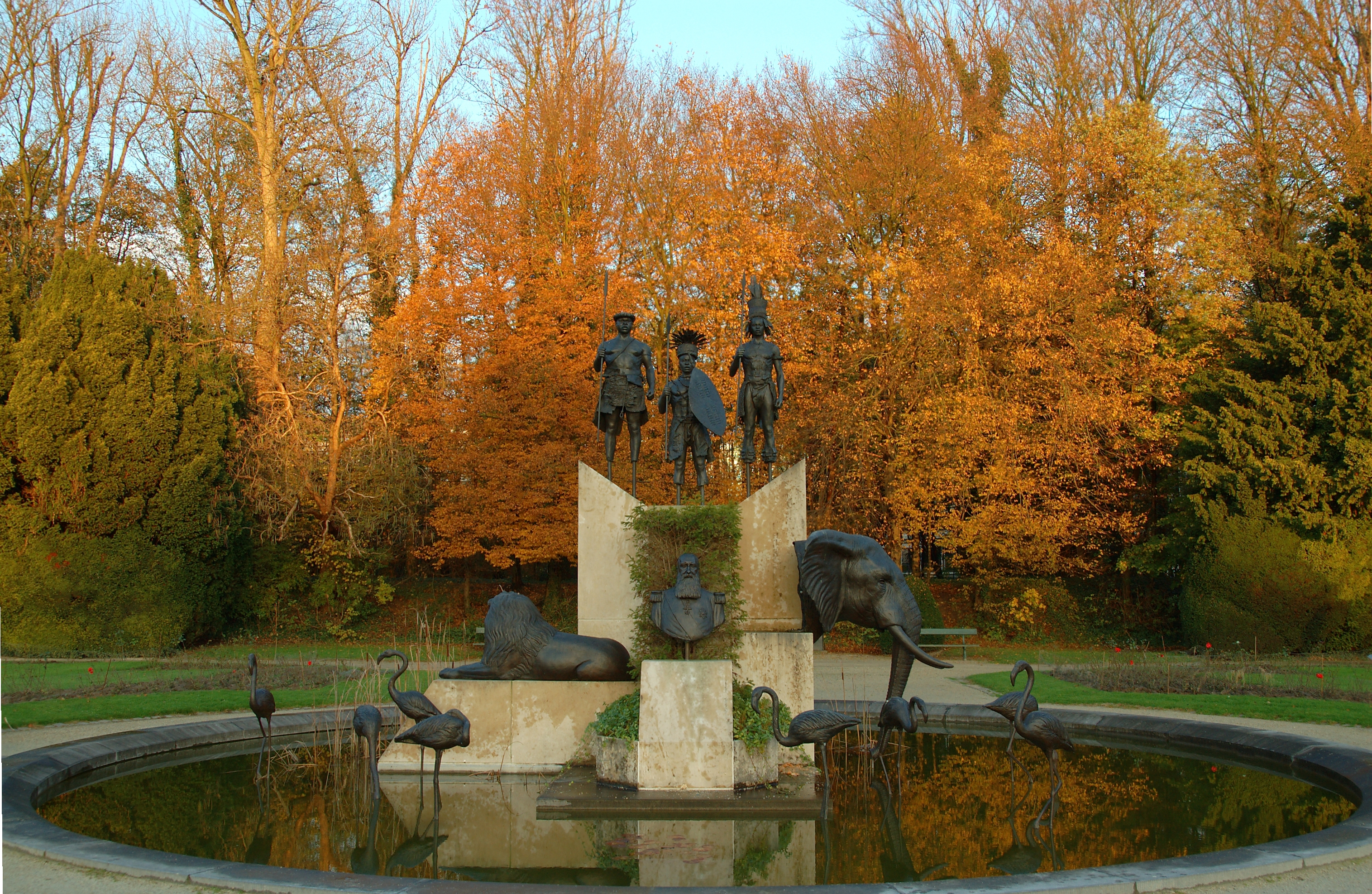
モニュメント

- 1898年、 Palace of the Colonies はコンゴ博物館 (Musée du Congo) として常設博物館となる。
- 1904年、新博物館（建築家：Charles Girault、新古典様式の本館、別館、庭園）建設開始
- 1910年、アルベール1世により ベルギー領コンゴ博物館の名で開館
- 1952年、博物館の名称に「王立」が追加
- 1957年、ブリュッセル万国博覧会 の際に、Centre d'Accueil du Personnel Africain (CAPA) 建築
- 1960年、現在の名称に改称
- 2005年2月4日 - 10月9日、特別展 "The Memory of Congo"（コンゴの記憶）開催。『レオポルド王の霊 (King Leopold's Ghost) 』の著者アダム・ホックシールドは、この特別展が不誠実なもの (distortions and evasions) であると New York Review of Books に記述した[1]。

## コレクション
- 剥製動物：10,000,000
- 岩石のサンプル：250,000
- 民俗誌的資料：120,000
- 地図：20,000
- 木材資料：56,000
- 楽器：8,000
- 文書記録（ヘンリー・モートン・スタンリーの記録を含む）：350

植物標本集は、ベルギー国立植物園 (National Botanic Garden of Belgium)に移動

## 研究
4 部門:
- 文化人類学部門 - 代表: Jos Gansemans
  - 民俗誌学
  - 考古学、 先史学
  - 言語学、 民族音楽学
  - 民族社会学、 民族歴史学
- 地質学・鉱物学部門 - 代表: Johan Lavreau
  - 一般地質学
  - 鉱物学、記載岩石学
  - 地図学、写真解析
  - 物理化学、鉱物化学
- 動物学部門 - 代表: Michel Louette
  - 脊椎動物（鳥類学、魚類学、爬虫両生類学、骨学、哺乳類学）
  - 昆虫学
  - 無脊椎動物、昆虫以外（クモ学、多足類学、ダニ学）
- 歴史学、一般科学部門 - 代表: Philippe Marechal
  - 植民時代の歴史
  - 現代史
  - 農業経済学、森林経済学（地形学、森林生態学研究所）

## ギャラリー

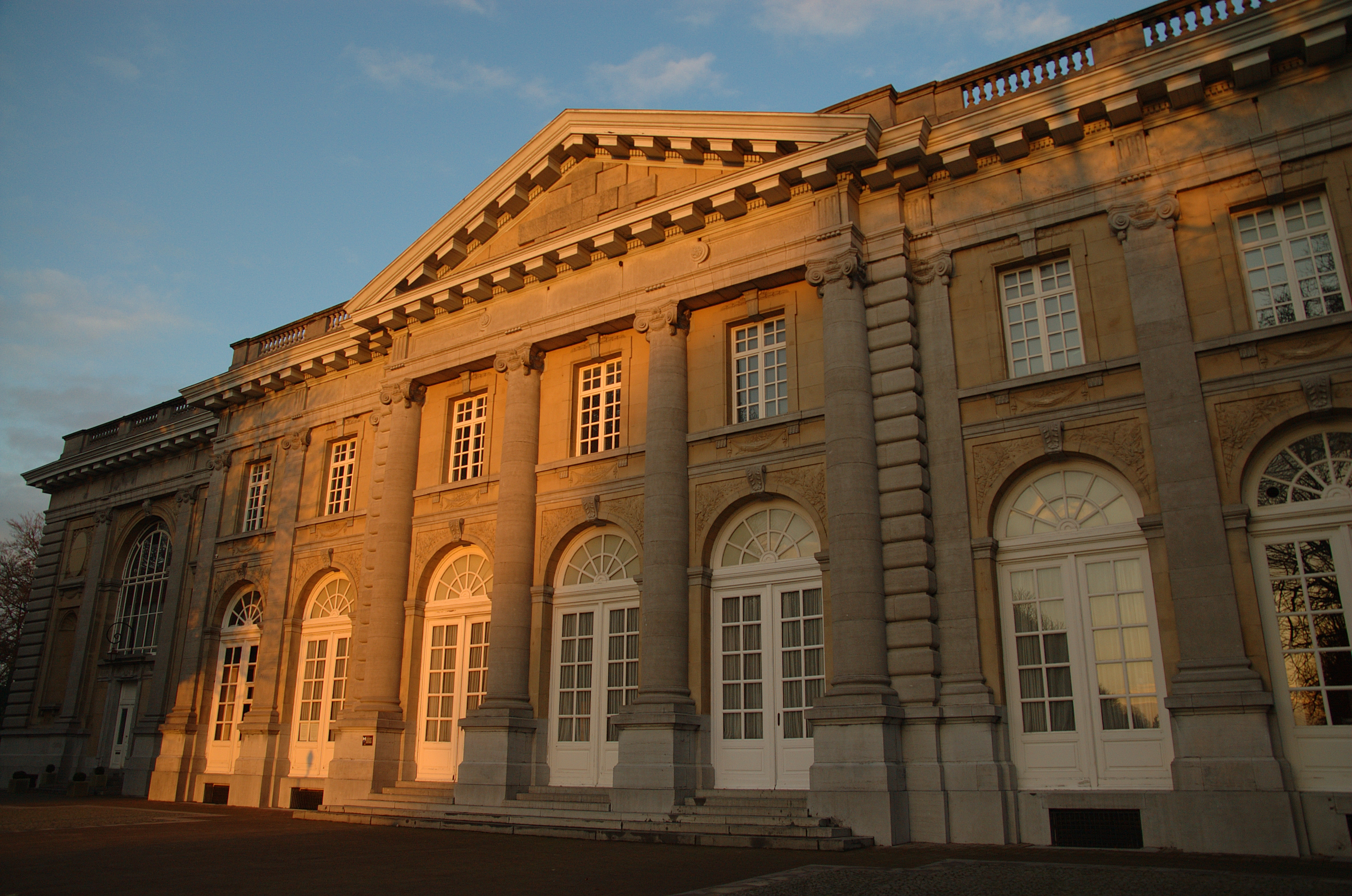
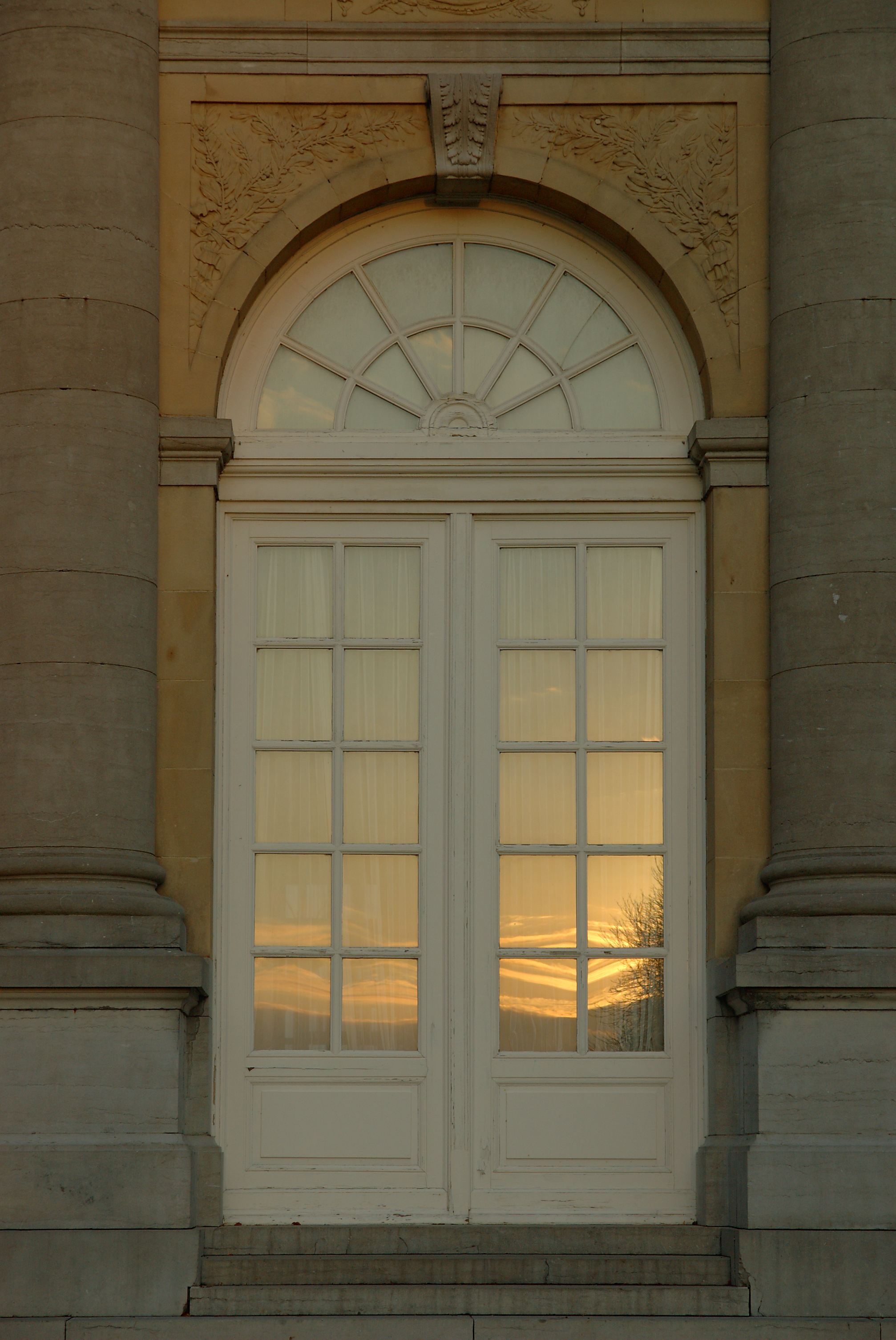
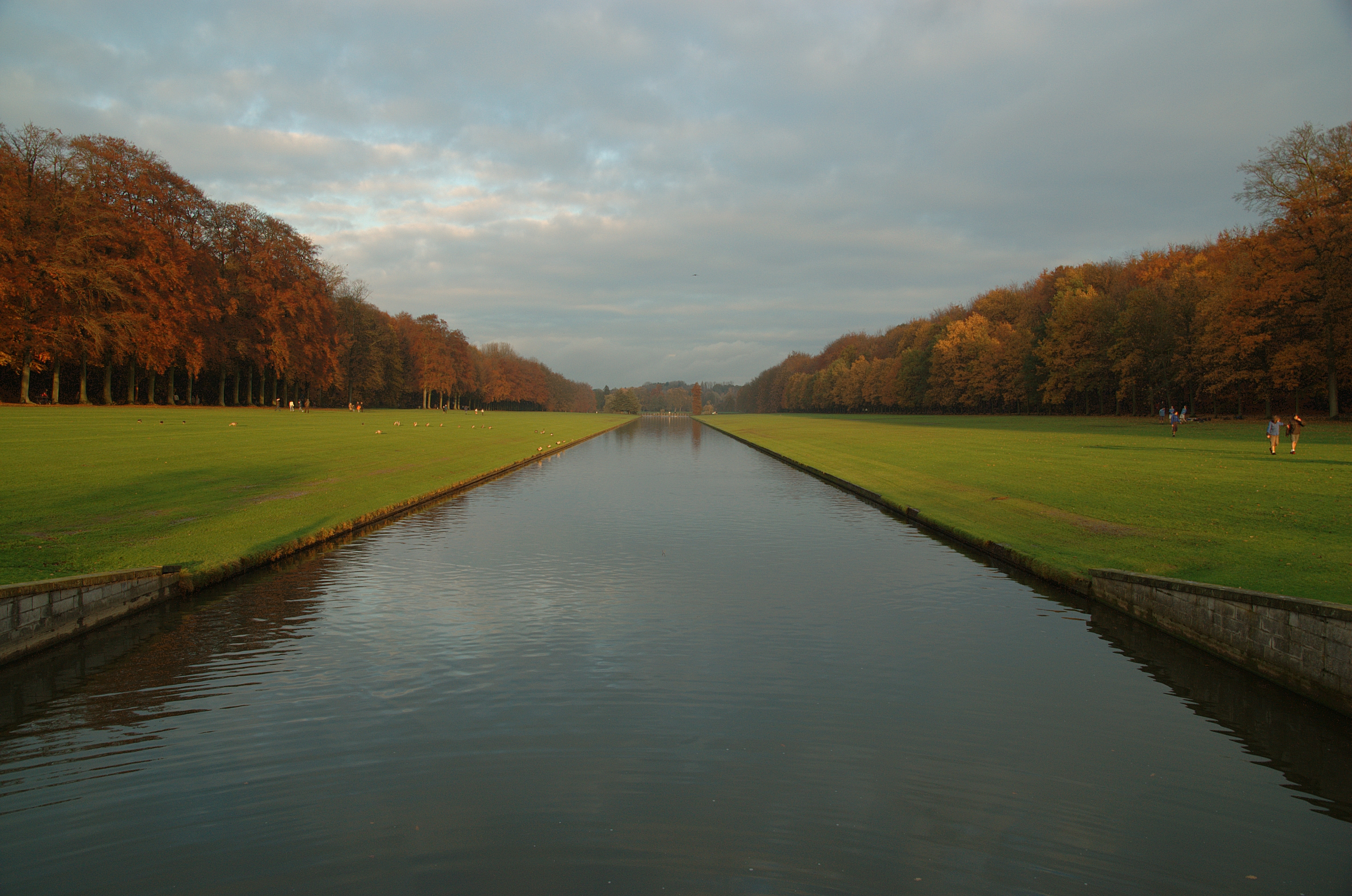
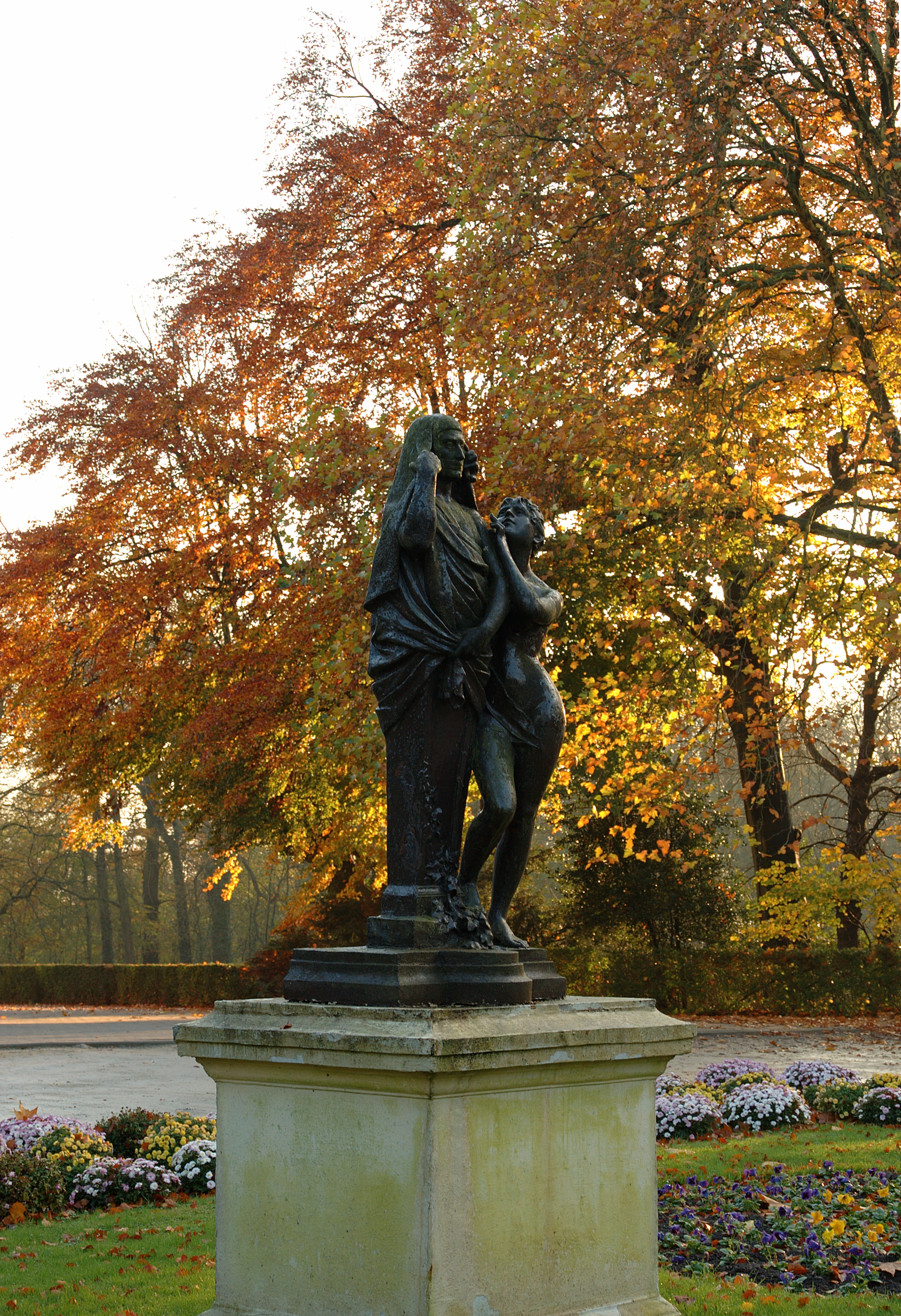
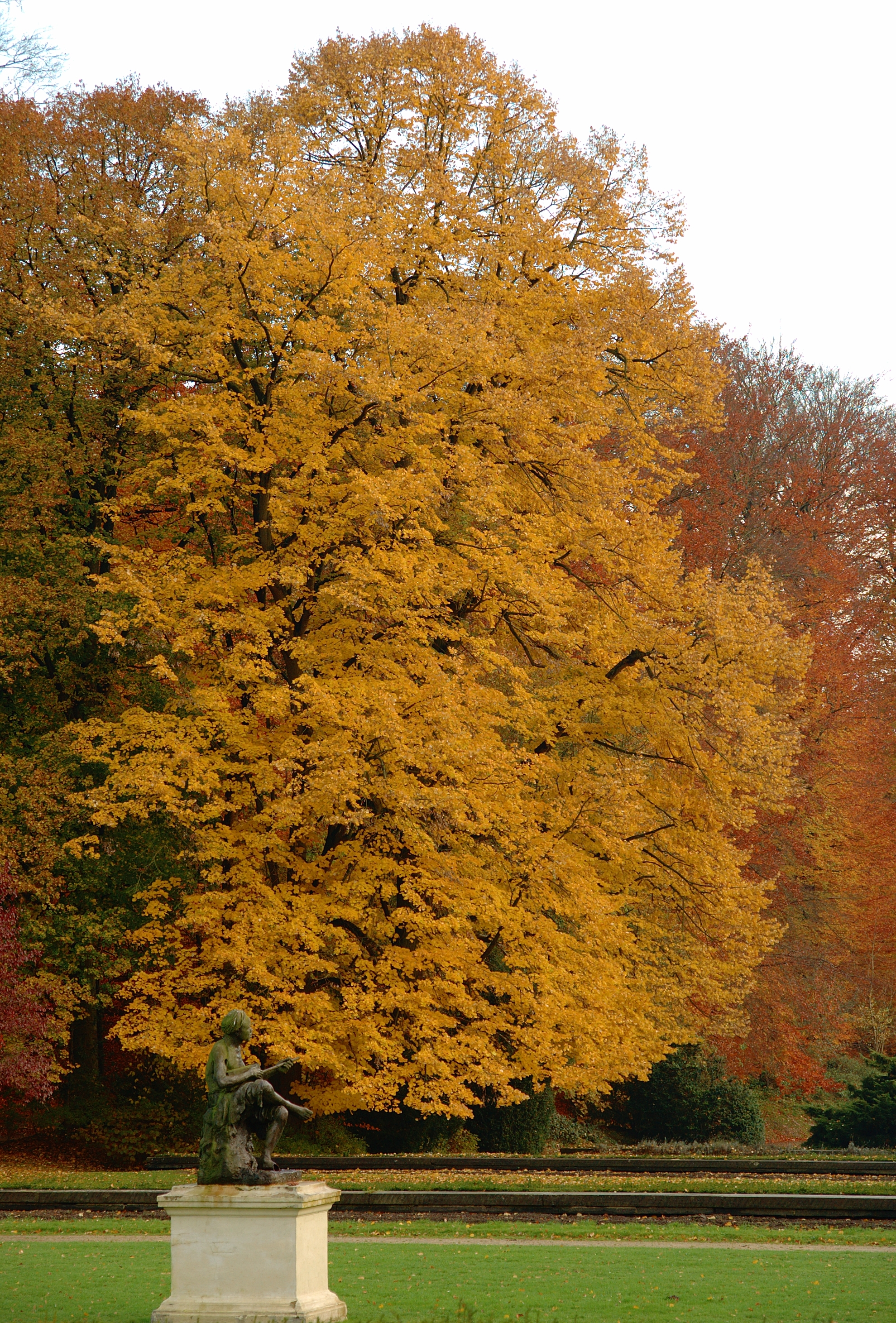
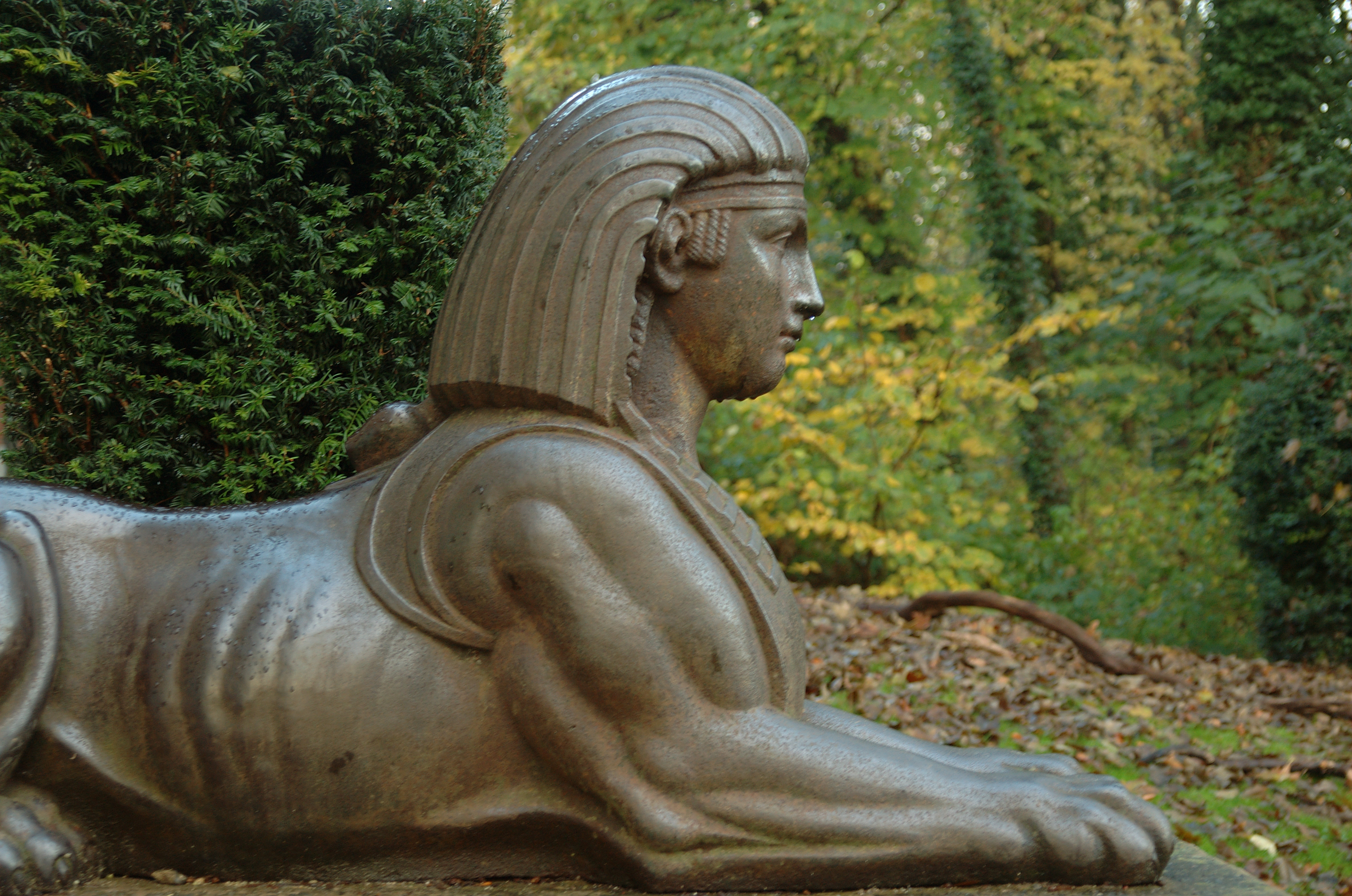
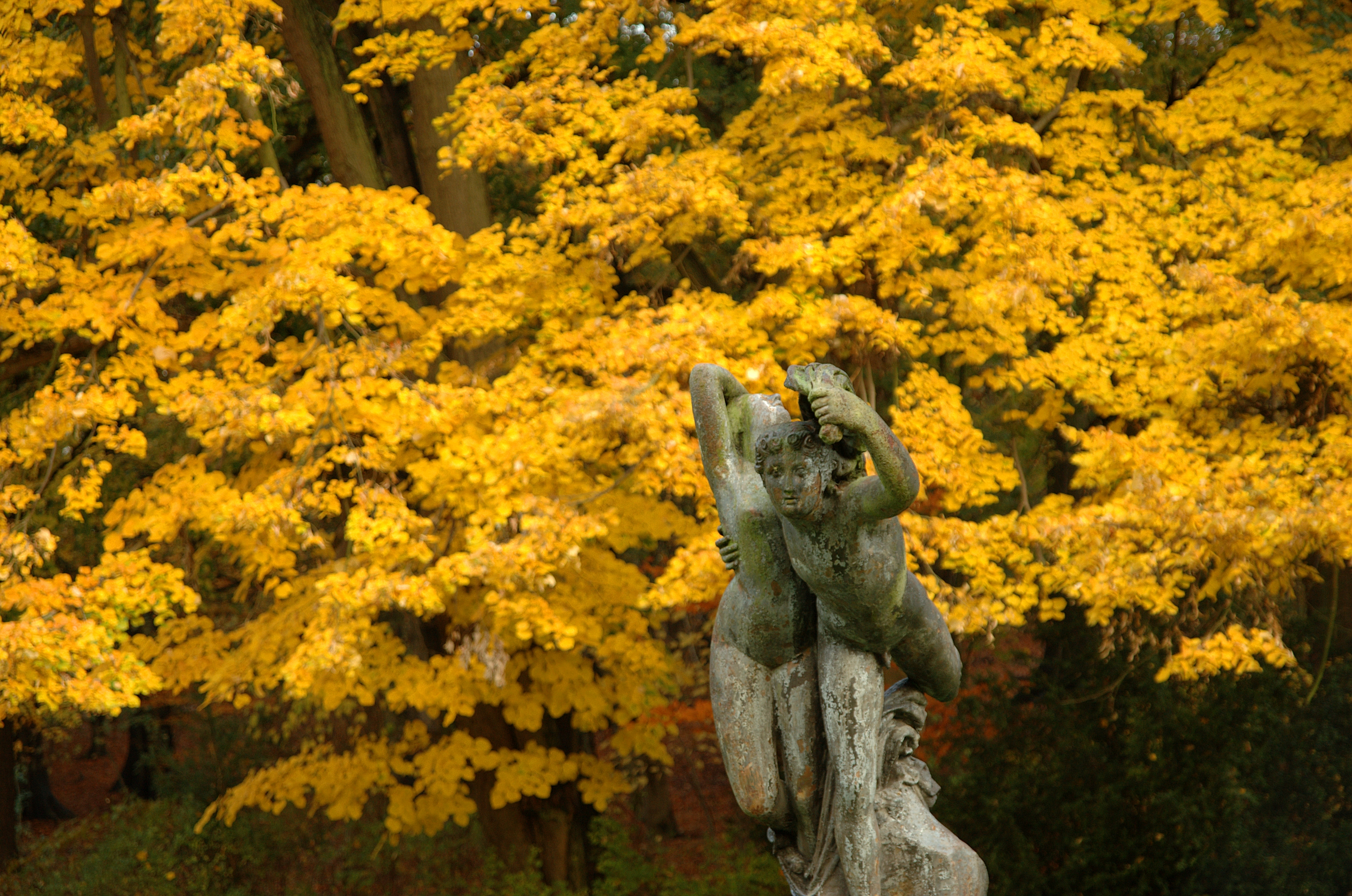
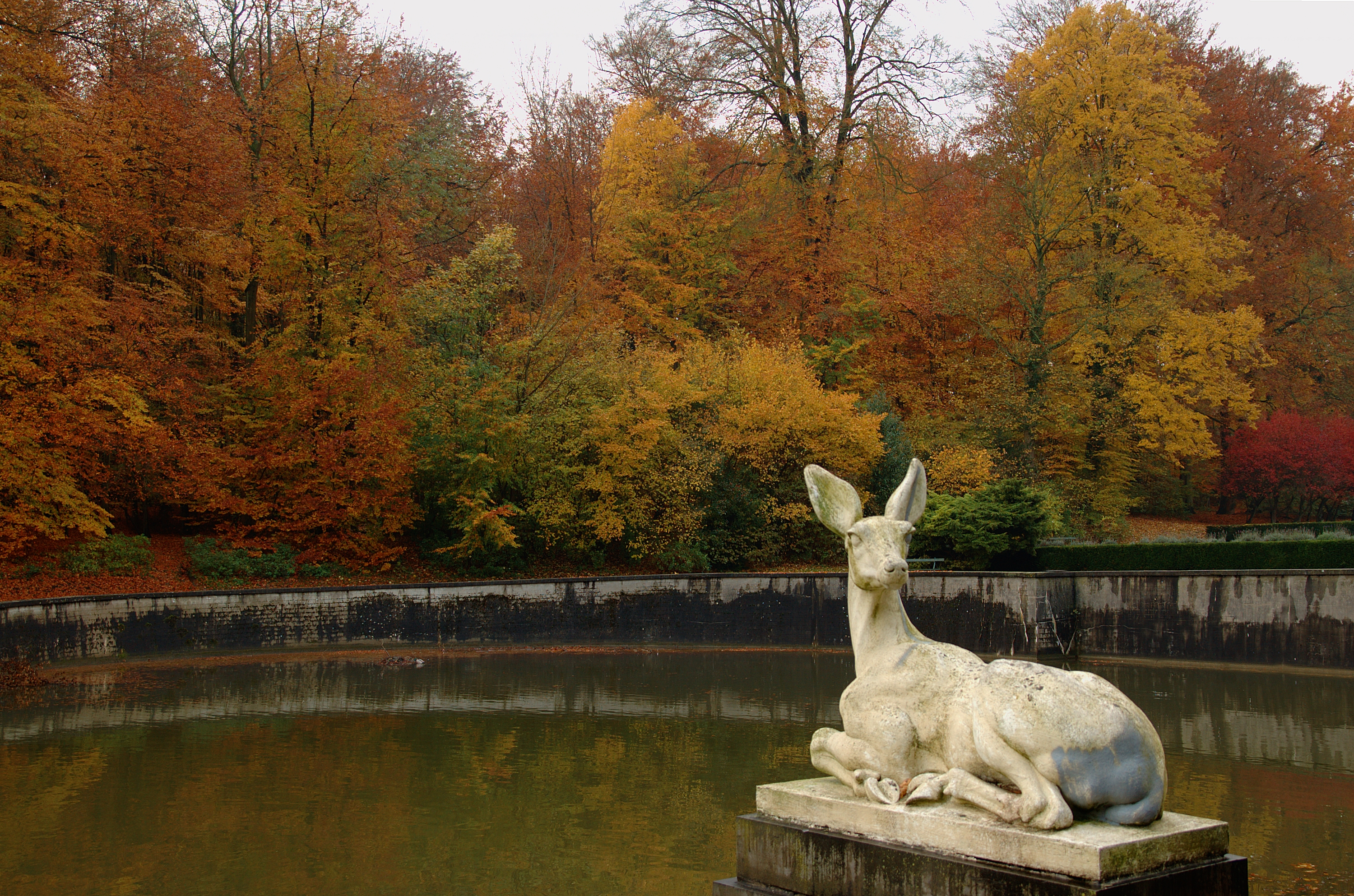

## 基本情報
住所
Leuvensesteenweg 13 3080 Tervuren
開館日時
- 火曜日 - 金曜日：10 - 17時（祝日開館）
- 土曜日 - 日曜日：10 - 18時（祝日開館）

閉館
- 月曜日（祝日閉館）
- 1月1日、12月25日
- 12月24日、31日の15時以降

料金
- 大人 : 4 ユーロ
- 学生（12歳以上）: 1.5 ユーロ
- 児童（12歳以下）: 無料
- 毎月第1水曜13時以降：常設展示は無料公開